# 1944 au Canada
Pour un article plus général, voir Chronologie du Canada.
Cet article traite des événements qui se sont produits durant l'année 1944 au Canada.

## Événements

### Seconde Guerre mondiale

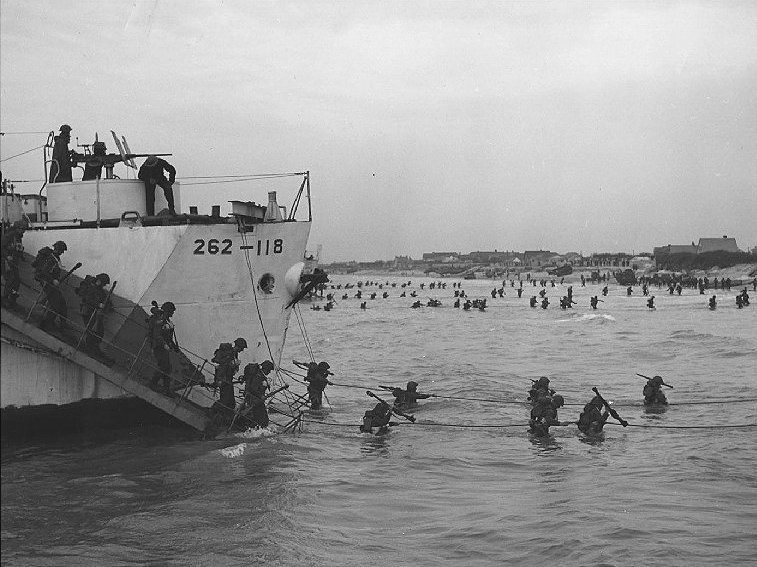
Canadiens débarquant sur la plage de Juno le premier jour de la bataille de Normandie.

- 4 janvier au 19 mai : bataille du Mont Cassin en Italie.
- 24 mai : enfoncement de la Ligne Hitler.
- Bataille de Normandie.
  - 6 juin : débarquement sur Juno Beach.
  - 6 juin au 8 août : bataille de Caen.
  - 11 juin : échec de la Bataille du Mesnil-Patry.
  - 4 juillet au 5 juillet : opération Windsor, les canadiens prennent la ville de Carpiquet.
  - 18 juillet au 20 juillet : opération Atlantic, prise du fleuve Orne avec beaucoup de pertes.
  - 19 juillet au 25 juillet : échec de la Bataille de la crête de Verrières.
  - 25 juillet au 27 juillet : échec de l'Opération Spring.
  - 8 août : opération Totalize. Victoire partielle.
  - 12 août au 21 août : Opération Tractable qui complète l'encerclement de l'armée allemande et victoire des alliés à la Poche de Falaise.
- Septembre : bataille en Belgique et Hollande.
  - 15 septembre : début du siège de Dunkerque.
  - 2 octobre au 8 novembre : bataille de l’Escaut. Prise du port d'Anvers.
  - 3 novembre : prise de la Poche de Breskens.

### Politique
- 15 juin : élection générale saskatchewanaise. Tommy Douglas est le premier chef de Commonwealth coopératif est élu premier ministre de la Saskatchewan.
- 1er août : création du ministère de la Santé nationale et du Bien-Être social. « Adoption du programme fédéral des allocations familiales ; vive opposition chez les traditionalistes du Québec qui y voient une atteinte à l’autonomie provinciale et à la conception chrétienne de la famille ».
- 8 août : 
  - élection générale québécoise : Gouvernement de Maurice Duplessis (Union nationale) au Québec;
  - élection générale albertaine.
- 21 octobre : établissement des relations diplomatiques entre le Canada et le Pérou

- Les banques perdent le droit d’émettre de la monnaie, un privilège réservé dorénavant à la Banque du Canada.
- Crise de la conscription.
- Solon Earl Low devient chef du parti Crédit social du Canada.

### Justice
- 8 janvier : Thibaudeau Rinfret est nommé juge en chef à la cour suprême.
- Lili St-Cyr commence sa carrière de stripteaseuse à Montréal et sera surveillé de près par la moralité et le clergé. Elle se produisait au Théatre Gayety.

### Sport
- Fin de Saison 1943-1944 de la LNH. Les Canadiens de Montréal remportent la Coupe Stanley contre les Black Hawks de Chicago.
- Début de la Saison 1944-1945 de la LNH.

### Économie
- Fondation d'Hydro-Québec par le gouvernement du Québec.
- Fondation du constructeur d'avion Canadair.
- Ouverture du premier magasin Aubainerie (sous le nom L'Économie) à La Tuque.

### Science
- Maud Menten effectue la première séparation des protéines par l’électrophorèse.

### Culture
- Prix du Gouverneur général 1944
- Paul Brunelle débute dans la chanson country et interprète Femmes que vous êtes jolies
- Victor Barbeau fonde l'Académie Canadienne-française.

### Religion
- Fondation de l'organisme œcuménique Conseil canadien des Églises.
- 16 décembre : érection du Diocèse d'Edmundston au Nouveau-Brunswick.
- Le mouvement des Alcooliques anonymes s'installe à Montréal et connait ses premières réunions en français au monde[1].

## Naissances
- 20 février : Robert de Cotret, homme politique.
- 3 mars : René Jetté, généalogiste.
- 29 mars : Terry Jacks, chanteur et environnementaliste.
- 6 avril : Guy Lauzon, homme politique († 22 juin 2025).
- 19 juin : Richard Monette, acteur et réalisateur.
- 29 juin : Charlie Watt, homme politique et sénateur.
- Juillet : Robert Dickson, poète.
- 5 juillet : Robbie Robertson, compositeur et acteur.
- 27 juillet : Bev Oda, femme politique.
- 11 août : Alexa McDonough, chef du Nouveau Parti démocratique (NPD).
- 25 août : Conrad Black, homme d'affaires.
- 20 septembre : Phil Fontaine, homme politique.
- 8 novembre : Colleen Beaumier, femme politique fédérale.
- 17 novembre : Lorne Michaels, producteur et scénariste.
- 4 décembre : Anna McGarrigle, auteure-compositrice-interprète.
- 12 décembre : Peter Goldring, homme d'affaires et homme politique.
- 16 décembre : Judy Sgro, femme politique fédérale.
- 24 décembre : 
  - Daniel Johnson Junior, premier ministre du Québec.
  - Dan Miller, premier ministre de la Colombie-Britannique par intérim.
- 31 décembre : Roy Cullen, homme politique canadien.

## Décès
- 6 février : Arthur Sauvé, homme politique et chef du Parti conservateur du Québec.
- 9 mars : Arthur Roy Brown, aviateur.
- 28 mars : Stephen Leacock, auteur.
- 15 juillet : frère Marie-Victorin, religieux et botaniste.
- 23 juillet : Gérard Doré, plus jeune soldat canadien à mourir au front durant la guerre.
- 27 juillet : Clifford William Robinson, premier ministre du Nouveau-Brunswick.
- 5 septembre : Gustave Biéler.
- 14 septembre : les espions Frank Pickersgill, Roméo Sabourin et John Macalister sont abattus au camp de concentration de Buchenwald.
- 5 décembre : Robert Smeaton White, journaliste et homme politique fédéral.